# Editorial Seix Barral

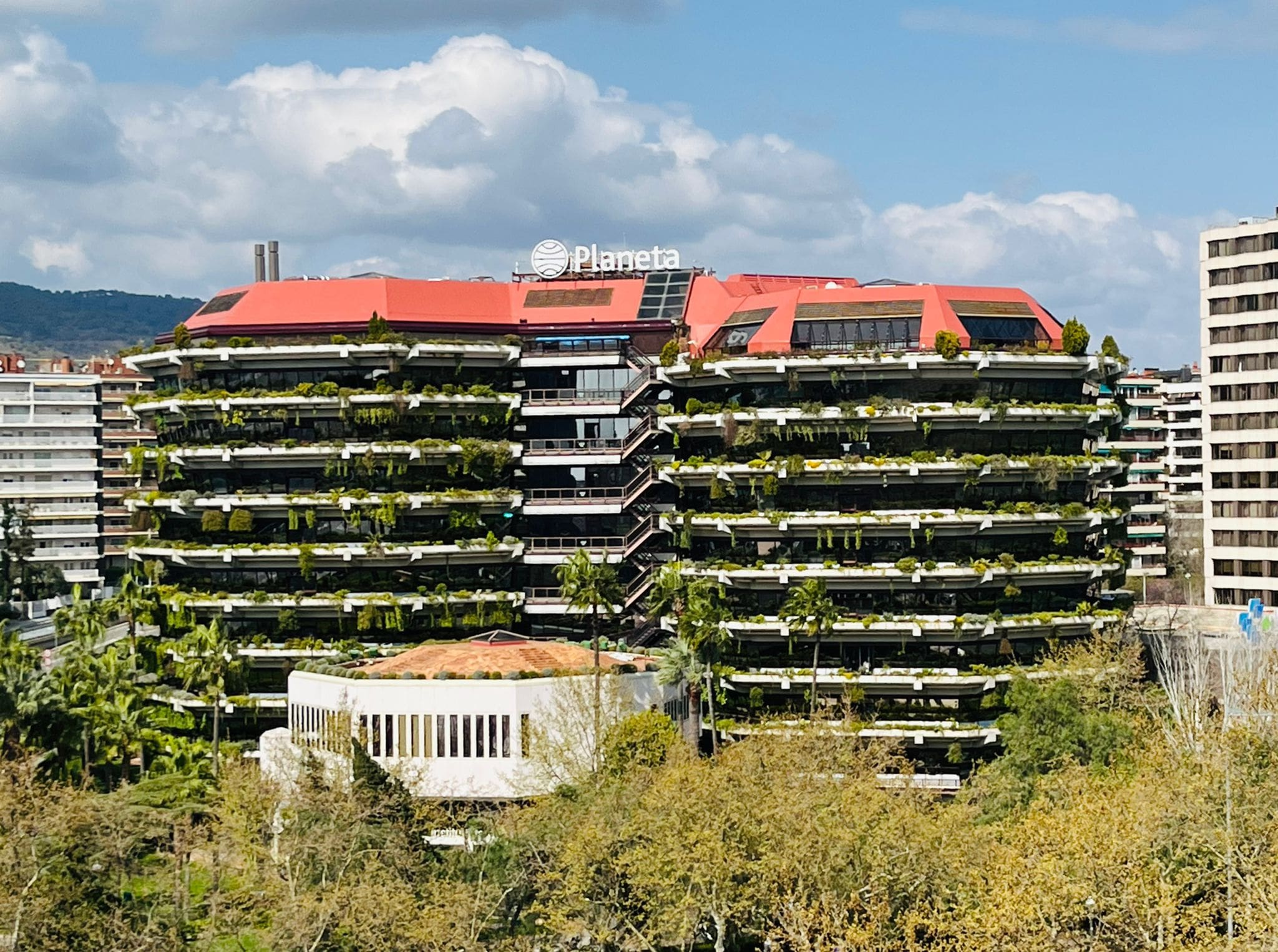
Seu del Grup Planeta del que forma part l'editorial Seix Barral

Editorial Seix i Barral és una editorial pertanyent al Grup Planeta i fundada a Barcelona el 1911 com a impremta. Publica sobretot narrativa, on destaca el seu Premi Biblioteca Breve per a novel·les inèdites i el Premi Cròniques Seix Barral per a cròniques periodístiques. Els autors de l'editorial són majoritàriament estrangers i es caracteritzen pel seu prestigi. Entre els primers destaquen noms com Antonio Muñoz Molina, Eduardo Mendoza, Jaime Gil de Biedma o Mario Vargas Llosa.

## Història

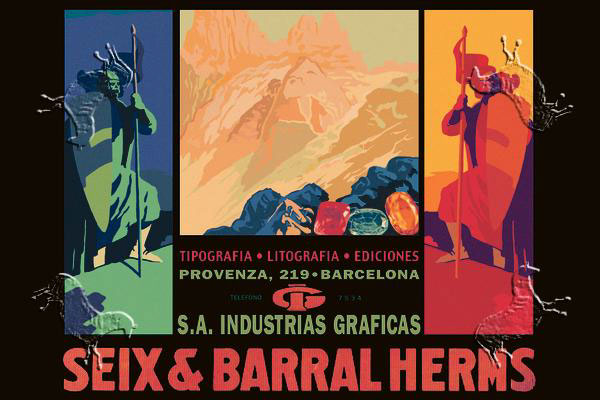
Cartell publicitari de la impremta Seix barral

Industrias Gráficas Seix y Barral Hnos va ser fundada a Barcelona el 1911 com a empresa d'arts gràfiques, a partir de la fusió de dos tallers: Litografia Seix i Barral Hermanos. Les seves primeres obres van ser sobre Història i literatura juvenil. Comptà amb la col·laboració de pedagogs i intel·lectuals de gran prestigi com Pau Vila o Artur Martorell. El 1915, l'editorial va treure al mercat teatrins de cartró el Teatro de los Niños. Seria el teatre de joguet més popular i amb una important vessant educativa. Va obtenir el premi d'honor concedit pel Foment de les Arts Decoratives a la III Exposició de Joguets celebrada a Barcelona el 1917.
L'empresa experimentà un fort creixement en esdevenir impremta oficial de la publicitat de l'Exposició Universal de Barcelona de l'any 1929. També és reconeguda per ser la impremta que dissenya molts dels cartells de la Guerra Civil, el cartell de la distribució comarcal de Pau Vila, i per haver tingut alguns dels millors dissenyadors del país, com per exemple Ricard Giralt Miracle. El 1955, Víctor Seix i Carlos Barral, van refundar l'empresa i van inaugurar una de les seves col·leccions més conegudes i exitoses: «La Biblioteca Breve», que posteriorment va donar nom a un premi anual per a novel·les inèdites en castellà. També crea una divisió editorial, que durant molts anys es dedicà a produir material escolar, de llibre de text educatius, fins als coneguts mapes escolars.

## La dècada del 1970

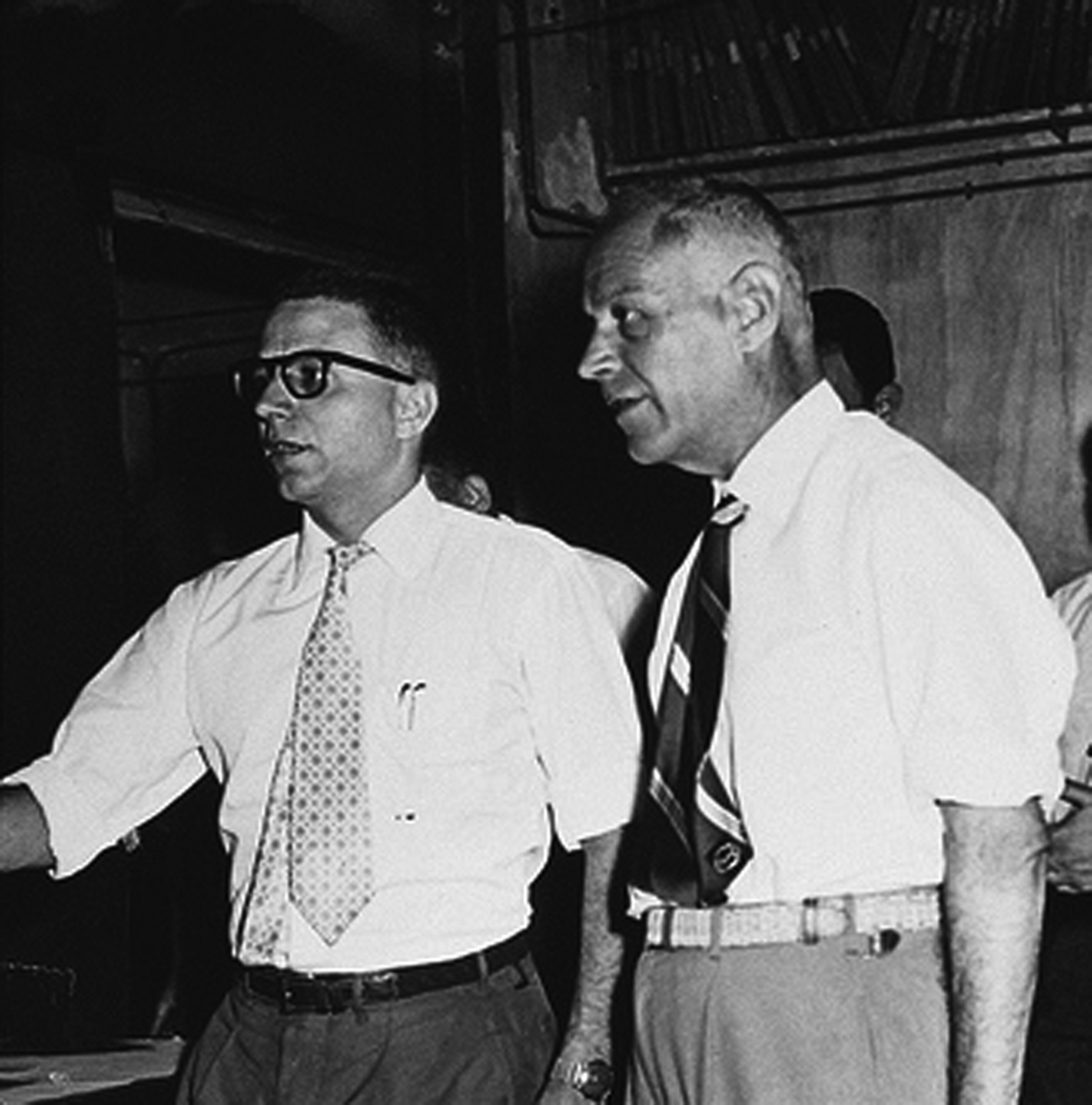
Víctor Seix Perarnau i el seu pare Joan Seix Miralta, director general i president, d'I.G. Seix i Barral Hems,

Amb la incorporació de Víctor Seix, la impremta es mantingué sempre en primera línia industrial d'arts gràfiques, representant una gran escola de molts posteriors impressors, dissenyadors i editors. Per la seva part, amb la incorporació de Carlos Barral s'impulsà l'editorial de creació, abandona l'edició escolar (excepte els mapes) i passa a publicar sobretot narrativa, on destaca el seu premi literari anyal Biblioteca Breve per novel·les inèdites i el Premi Cròniques Seix Barral per cròniques periodístiques. Els autors de l'editorial són tant espanyols com estrangers i es caracteritzen pel seu prestigi. A la dècada dels 1970 es crearen les empreses Difusora Internacional, editora de llibres de l'any, i Metodos Vivientes, editora de llibres d'aprenentatge d'idiomes, aquestes ja sense l'associació de la família Barral.
L'any 1970 s'externalitzà la producció de fotolits en crear l'empresa Punt 70, i se separà la secció editorial que esdevé una empresa independent Editorial Seix Barral. Víctor Seix morí a Frankfurt el 21 d'octubre de 1967 atropellat per un tramvia. Carles Barral marxà conservant la participació minoritària en l'accionariat de la impremta, creant la seva pròpia editorial Barral Editores.

## La decadència
L'any 1975 I.G. Seix & Barral Herms., ja dirigida pel després conseller, Antoni Comas i Balldellou absorbeix Ediciones Ariel, una empresa amb un bon fons editorial, però amb un taller molt desfasat tecnològicament. L'editorial Seix-Barral es beneficia d'aquest fons, i les seves màquines anaren a la ferralla, i la impremta I.G. Seix y Barral Herms. assumí una plantilla sense maquinària, cosa que la va portar, anys més tard, a la ruïna.
L'any 1976 el grup d'empreses Seix-Barral constava de quinze empreses, amb una facturació total de 1000 milions de pessetes i 1000 treballadors.
L'any 1978 Seix Barral ven el seu local al carrer Provença 219, amb interior amb columnes modernistes i façana estil Bauhaus, eixugant així les pèrdues acumulades degudes a la fusió i a les produïdes per les empreses subsidiaries. Es traslladà el 15 de gener de 1978 als locals d'Esplugues fins aleshores d'Editorial Ariel. Les dues editorials i les altres empreses filials foren traslladades a uns nous locals a Sant Joan Despí. Excepte Punt 70 que restà al carrer de Numància, i acabà per tancar l'any 1980.
Al novembre de l'any 1979 es fa càrrec de la Direcció General en Josep Martí Coll, gerent aleshores de CEGE i posterior fundador de Treballs Gràfics, qui fa ampliar el capital social als accionistes, i fa un pacte d'ajornament a proveïdors a 24 mesos.
Finalment l'any 1982, arrossegada per la fallida de Banca Catalana que la deixa sense finançament, la impremta tanca i les dues editorials es venen a Planeta. La resta d'empreses del grup (Difusora i Metodos Vivientes) s'integren en "EDP", fusió de les empreses que indiquen les sigles: Ebrisa (Enciclopedia Britannica S.A.), "Difusora Internacional" i Plaza&Janes (que havia estat comprada pel grup Planeta). Amb l'arribada del segle xxi el grup EDP (Ebrisa, Difusora Internacional i Plaza&Janes), va passar a formar part del Grup Planeta.